# Георг Гессен-Кассельский
Георг Карл Гессен-Кассельский (нем. Georg Karl von Hessen-Kassel; 8 января 1691, Кассель — 5 марта 1755, Кассель) — принц Гессен-Кассельский, генерал прусской армии.

## Биография
Принц Георг — десятый сын ландграфа Карла Гессен-Кассельского и его супруги Марии Амалии Курляндской, дочери герцога Якоба Кетлера. Георг владел феодами Вальтерсбрюк и Фёлькерсхаузен.
Георг Гессен-Кассельский поступил на военную службу королю Пруссии Фридриху Вильгельму I. В 1714 году получил звание генерал-вагенмейстера, а в 1723 году — генерал-лейтенанта и губернатора Миндена. Вышел в отставку в Пруссии в 1730 году и позднее получил звание фельдмаршал-лейтенанта у шведов, генерала гессенской армии и генерал-лейтенанта имперской армии.
Принц Георг поддерживал тесные отношения со старшим братом, королём Швеции Фредриком и не раз бывал в Стокгольме. 13 января 1731 года царственный брат присвоил ему звание генерал-лейтенанта. 20 декабря 1734 года принц Георг получил звание имперского фельдцейхмейстера. Брат Вильгельм VIII, ландграф Гессен-Касселя, назначил его 12 августа 1741 года генерал-фельдмаршалом.
Принц Георг Гессен-Кассельский не был женат и не имел детей.